# Javier Aquino
Javier Ignacio Aquino Carmona (Oaxaca, 11 febbraio 1990) è un calciatore messicano, centrocampista del Tigres UANL.

## Caratteristiche tecniche
Gioca nella posizione di terzino destro, ma può ricoprire anche quella di terzino sinistro; benché sia un difensore in alcune occasioni ha dimostrato di avere delle discrete doti offensive, tanto da poter anche essere impiegato nel ruolo più avanzato di ala destra. Sa calciare bene con entrambi i piedi e possiede una notevole potenza di tiro, anche da fuori area.

## Carriera

### Club

#### Cruz Azul Hidalgo e Cruz Azul
La carriera di Aquino nel professionismo ha inizio nel Cruz Azul, militanto nei primi tempi con la squadra a essa affiliata del Cruz Azul Hidalgo, debutta il 20 luglio 2008 nel pareggio a reti inviolate contro il Lobos BUAP scendendo in campo nel secondo tempo, mentre la sua prima rete la mette a segno con il gol del 2-0 battendo il Pumas Morelos. L'11 gennaio 2009 segnando una doppietta nella vittoria per 4-0 contro il Tacos FC. Successivamente gioca nella massima serie messicana, inoltre durante la CONCACAF Champions League contribuisce alla vittoria per 3-1 contro il Santos Laguna infatti il suo compagno Emanuel Villa segna due gol grazie agli assist vincenti di Aquino. Durante la sua ultima stagione con il Cruz Azul, Aquino segna quattro reti nel campionato messicano, è autore del gol del 1-1 pareggiando contro l'América, sigla una rete sconfiggendo per 4-0 l'Atlante, un altro gol lo segna nella vittoria per 3-0 contro il Toluca, la sua ultima rete riesce a segnarla il 27 gennaio 2013 con il gol del 4-0 battendo il Puebla.

#### Villarreal e Rayo Vallecano
Nel 2013 si trasferisce in Spagna giocando in prima divisione con la squadra del Villarreal, segna solo due gol, il primo nel campionato vincendo per 3-0 contro l'Osasuna, mentre il secondo nella Coppa di Spagna con la rete del 2-2 pareggiando contro l'Elche. In seguito milita nel club del Rayo Vallecano nel quale gioca 25 partite, si fa espellere in due match, nella sconfitta per 2-0 contro il Barcellona e nella partita contro il Gatafe che si conclude con lo stesso risultato, ma in favore del Rayo Vallecano.

#### Tigres UANL
A partire dal 2015 inizia a giocare per il Tigres UANL, dove Aquino ha militato per più tempo in tutta la sua carriera calcistica, esordisce il 16 luglio 2015 nella sconfitta per 2-1 contro l'International nella Coppa Libertadores. Segna il suo primo gol nella sconfitta per 2-1 contro il León, riesce invece a segnare nella sua prima vittoria battendo per 3-1 il Monterrey. Vince la CONCACAF Champions League, Aquino segna un solo gol, contro il New York City dove sigla il gol del 4-0.

### Nazionale
Ottiene la convocazione con la nazionale del Messico durante la Copa América 2011, debutta il 5 luglio nella sconfitta per 2-1 contro il Cile, la squadra messicana viene eliminata dal girone perdendo le restanti due partite contro il Perù e l'Uruguay per 1-0, Aquino ha giocato entrambi i match.
Gioca con la nazionale olimpica ai giochi di Londra 2012, Aquino segna un gol ai quarti di finale battendo il Senegal per 4-2, nell'ultima partite contro il Brasile nella finale, il Messico vince l'oro sconfiggendo gli avversari per 2-1, Oribe Peralta è autore di una doppietta, il primo gol lo mette a segno grazie all'assist di Aquino.
Viene convocato per la Copa América Centenario negli Stati Uniti, Aquino gioca solo due partite: la vittoria per 3-1 contro l'Uruguay e il pareggio per 1-1 contro il Venezuela. Nel 2017 partecipa alla Confederations Cup, grazie ad Aquino il Messico batte la Nuova Zelanda avendo fornito l'assit con cui Peralta segna la rete del definitivo 2-1.
Aquino durante la sua carriera nella nazionale maggiore non ha segnato nessun gol, la sua ultima partia con il messico si è svolta il 21 novembre 2018 perdendo un'amichevole per 2-0 contro l'Argentina.

## Palmarès

### Club

#### Competizioni nazionali
- Campionato messicano: 4

Tigres: Apertura 2015, Apertura 2016, Apertura 2017, Clausura 2023
- Campeon de Campeones: 3

Tigres: 2016, 2017, 2018

#### Competizioni internazionali
- CONCACAF Champions League: 1

Tigres: 2020
- Campeones Cup: 1

Tigres: 2023

### Nazionale
- Oro olimpico: 1

2012